# 费丝·切罗蒂奇
费丝·切罗蒂奇（Faith Cherotich，2004年7月13日—），肯尼亚女子田径运动员，2021年世界U20田径锦标赛女子3000米障碍赛铜牌得主、2022年世界U20田径锦标赛女子3000米障碍赛金牌得主、2023年世界田径锦标赛女子3000米障碍赛铜牌得主。